# Pagrus pagrus
El pargo común (Pagrus pagrus) es una especie de pez perciforme de la familia Sparidae. Habita el Atlántico desde las islas británicas hasta el sur de Argentina, prefiriendo las regiones subtropicales a baja y media profundidad, y se cría también en piscifactorías para su consumo.

## Nombres comunes
En Argentina se lo conoce como besugo. En España se lo conoce como pargo. En Venezuela se le conoce como pargo rosado.

## Características
La talla máxima observada es de 54 cm. Posee cuerpo oblongo y comprimido cubierto de escamas ctenoideas. Tienen una coloración rosas con manchas azules, con aletas amarillentas a rosadas.
Es una especie hermafrodita, los individuos son hembra a edades tempranas y van cambiando al sexo masculino a medida que envejecen, estando los sexos balanceados en la población aproximadamente a los 5 años de edad.
Tienen una puesta de huevos al año entre octubre y enero. Al año y medio alcanzan la madurez sexual. En ese momento tienen un tamaño aproximado de 24,5 cm.
La edad promedio es de 16 años.

## Alimentación
Se alimenta con invertebrados de los fondos marinos como crustáceos, equinodermos, poliquetos, etc. y algunos peces de menor tamaño como anchoíta, surel, cornalito,pescadilla, castañeta, ocherito, pez palo, trilla, lengüitas, etc.

## Distribución y hábitat
Se encuentra en el mediterráneo y ambos márgenes del óceano atlántico hasta los 41°Sur. Vive en fondos rocosos entre 5 y 136 metros de profundidad.
En invierno suele alejarse a aguas más profundas. Se alimenta de camarones, percebes y nécoras pequeñas. La alimentación de los juveniles es omnívora, siendo en los adultos exclusivamente carnívora. Descubre más sobre el Pargo aquí.

## Pesca
Su captura se realiza por la flota de rada o ría con nasas y por embarcaciones costeras con redes de arrastre. Se comercializa congelado o fresco, entero o en filetes, con y sin piel, con diversos tipos de cortes.

## Véase también

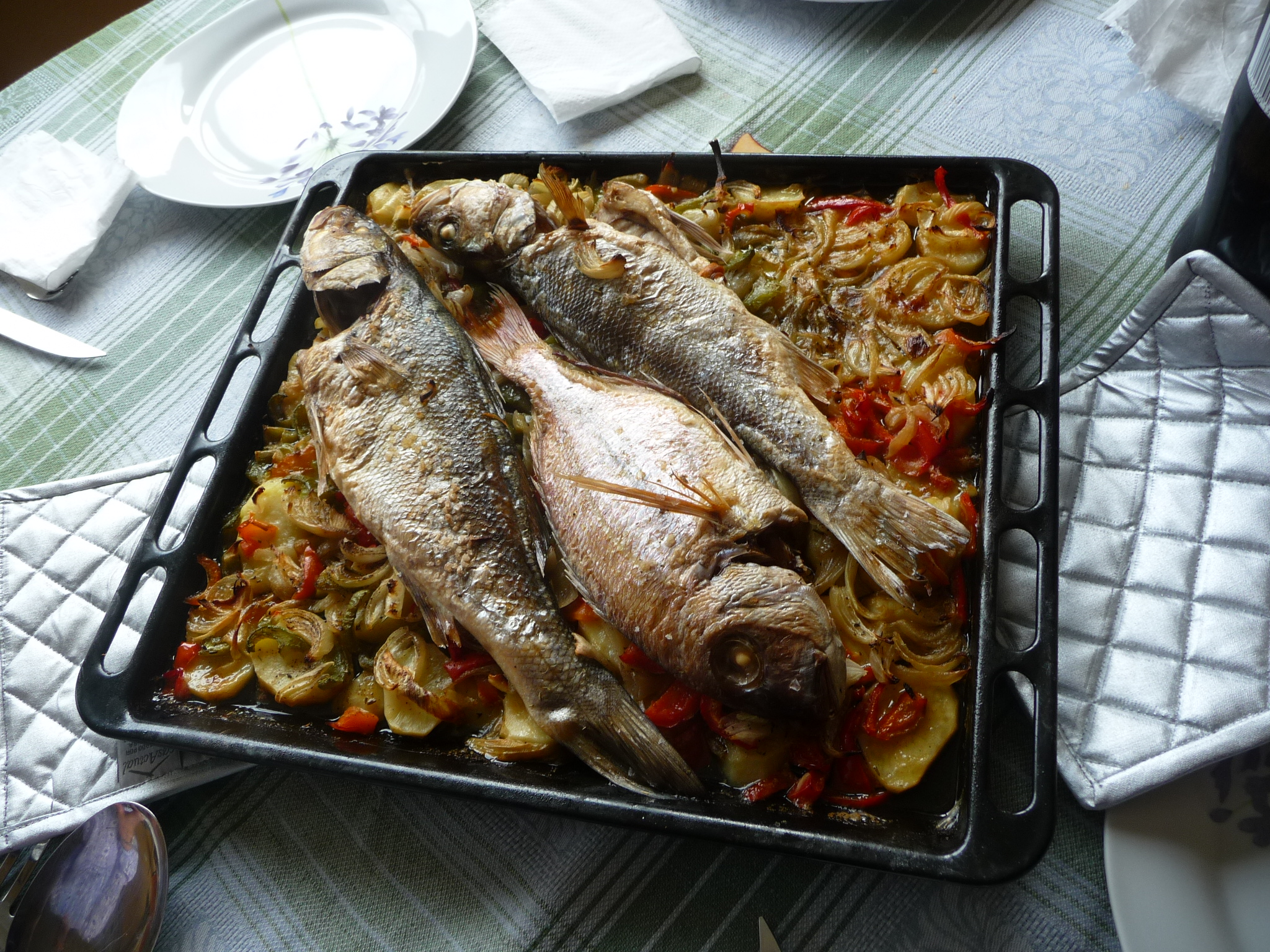
Pargo entre dos lubinas